# مامادو تول
مامادو تول (بالفرنسية: Mamadou Tall)‏ (مواليد 4 ديسمبر 1982 في أتيكوب) لاعب كرة قدم بوركينابي دولي يجيد اللعب في خط الدفاع . يلعب حاليا لصالح نادي يونياو ليريا البرتغالي منذ 2008 .

## روابط خارجية
- مامادو تول على موقع اتحاد تركيا (لاعب) (الإنجليزية)
- مامادو تول على موقع إي إس بي إن إف سي (الإنجليزية)
- مامادو تول على موقع قاعدة بيانات كرة القدم.إي يو (الإنجليزية)
- مامادو تول على موقع ناشيونال فوتبول تيمز (الإنجليزية)
- مامادو تول على موقع Soccerway.com (الإنجليزية)
- مامادو تول على موقع عالم كرة القدم.نت (الإنجليزية)
- مامادو تول على موقع كووورة